# 伯渎桥
31°33′28″N 120°18′51″E / 31.557711°N 120.31403°E
伯渎桥，是位于中华人民共和国江苏省无锡市梁溪区的一座大桥，跨京杭大运河支流、无锡伯渎港。

## 特点
伯渎桥位于南门伯渎港，修建于清朝末期，该桥为单孔南北向石拱桥。桥面宽4米。该桥为当地商家捐款建成，为黄石、金山石混合桥基，桥护栏用红砖砌成。

## 图库

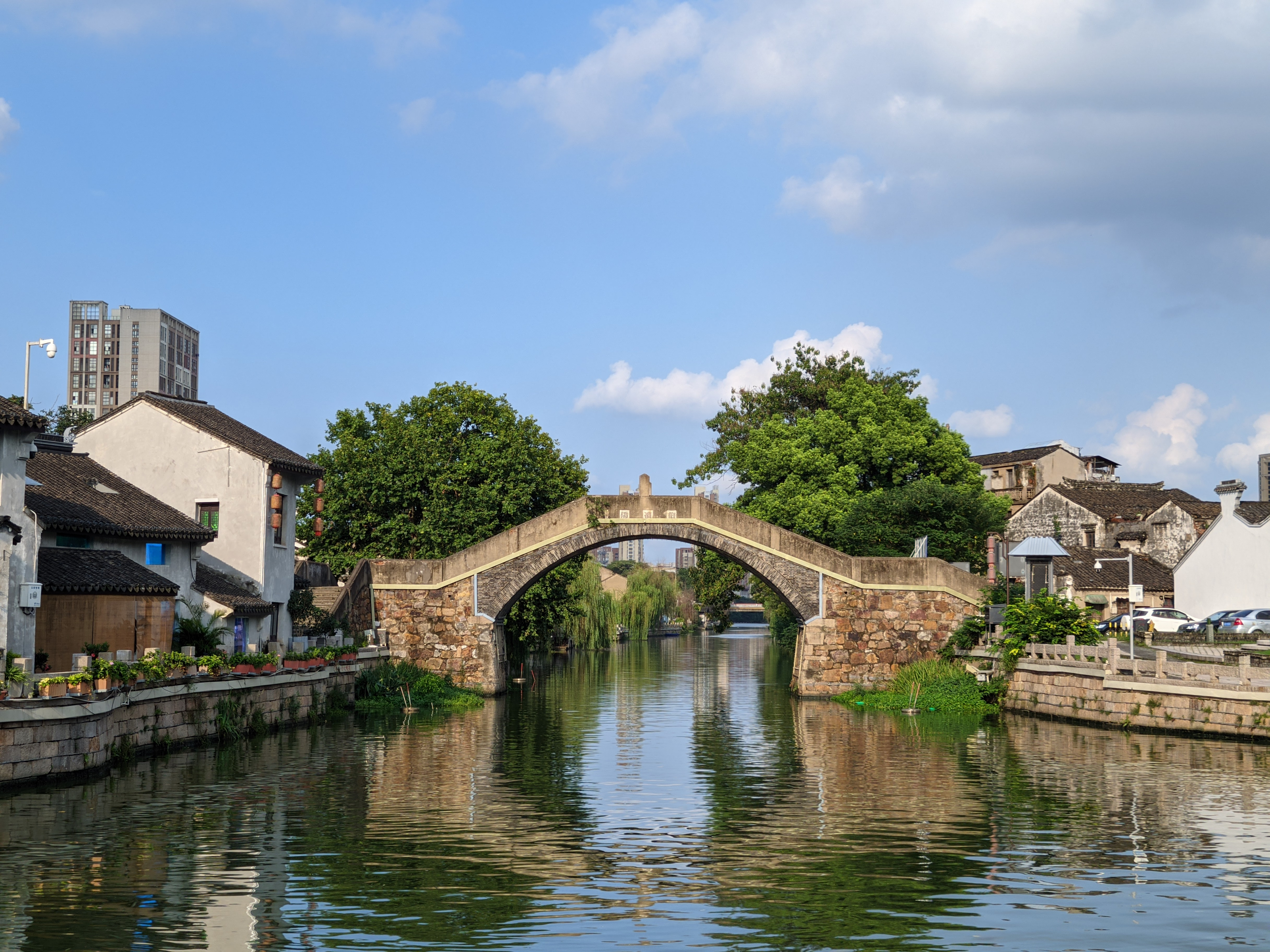
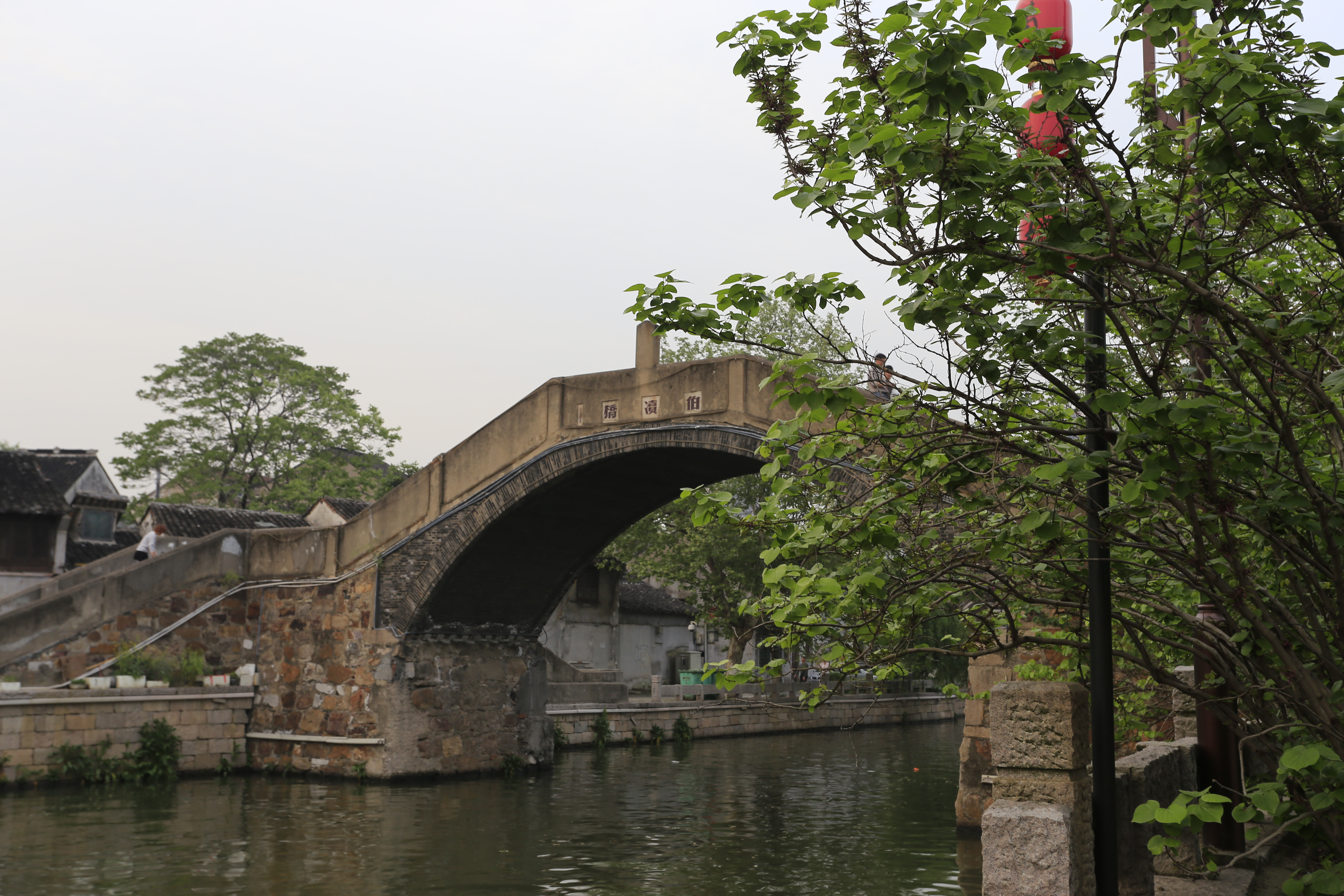
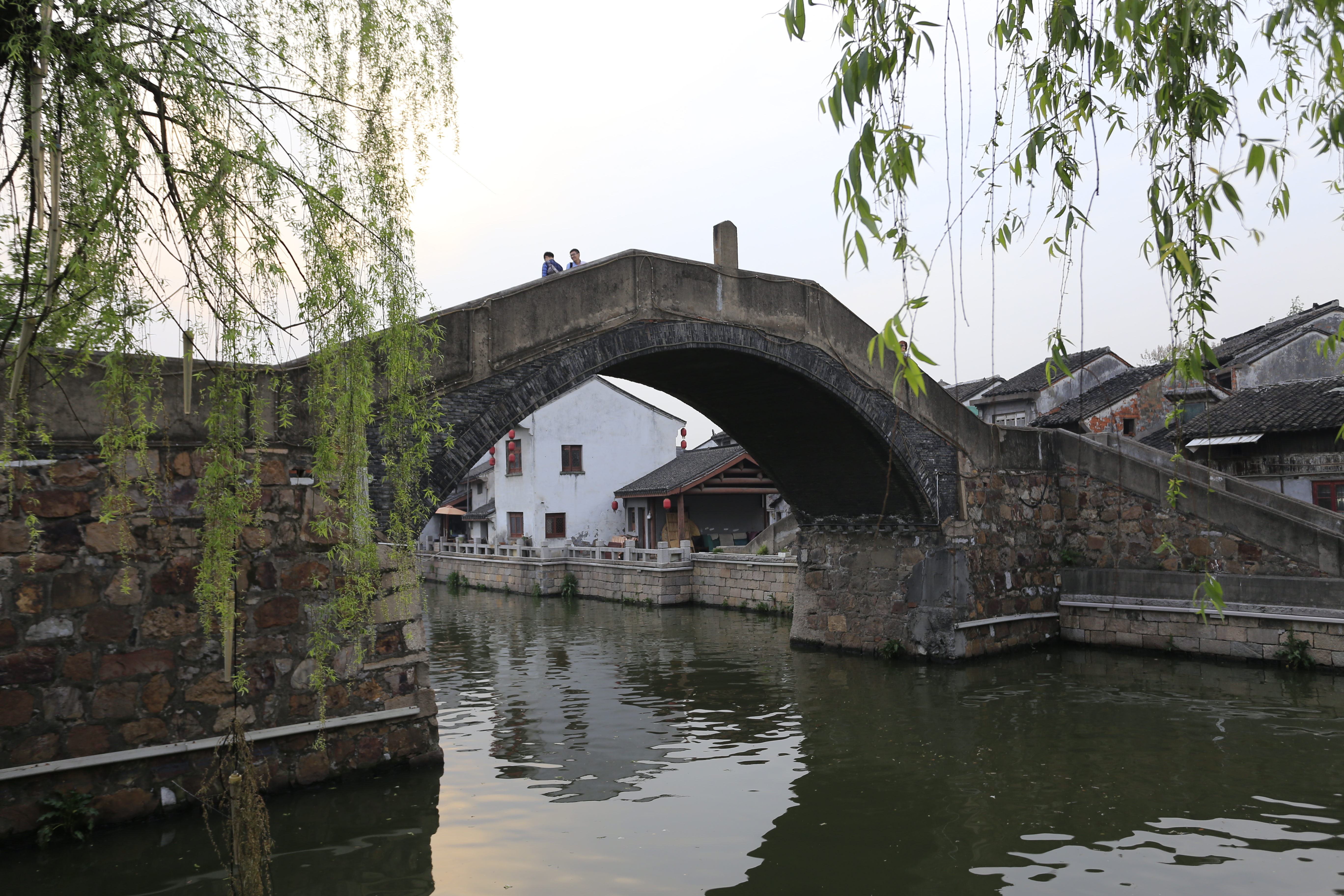
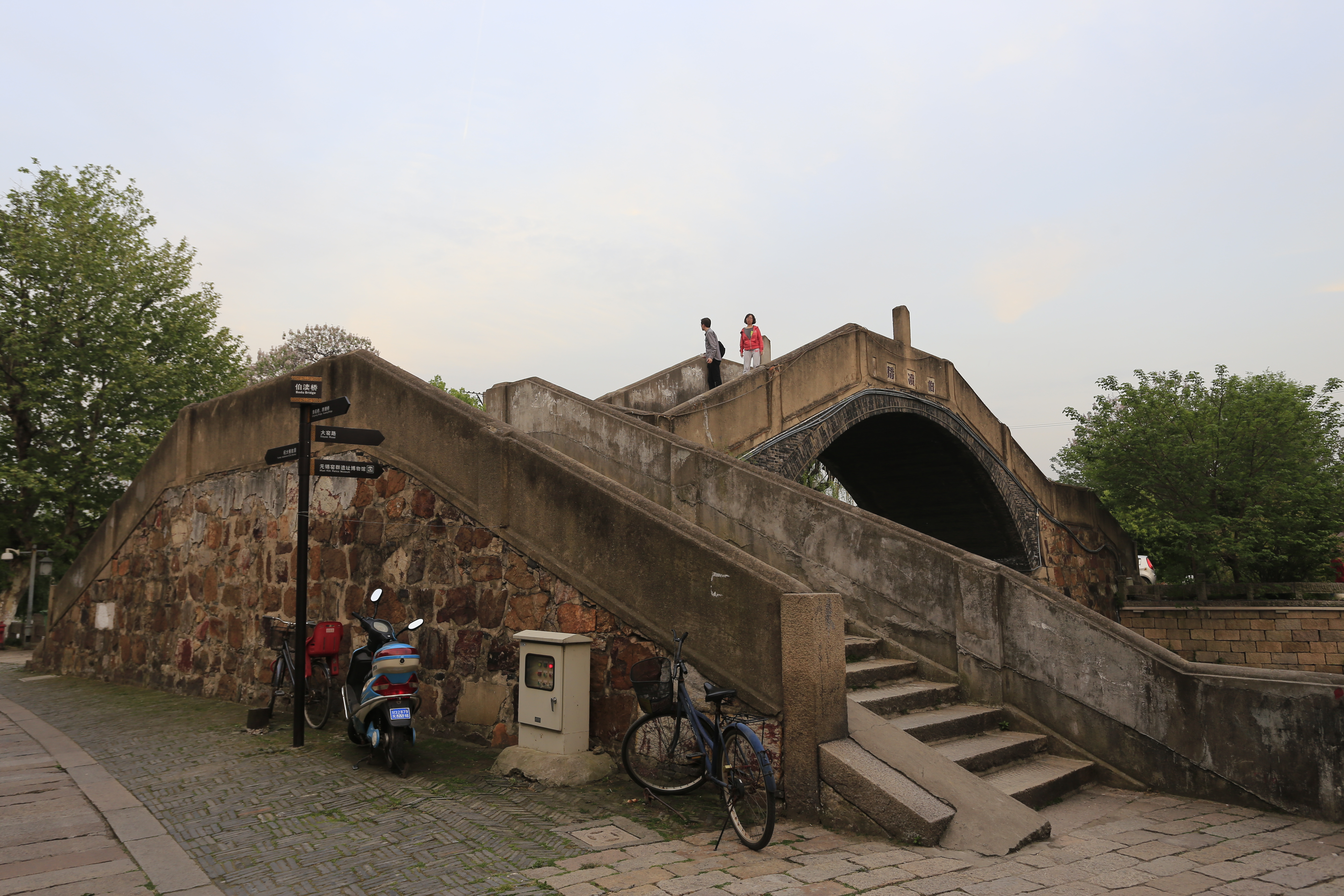